# Тре Казе ди Сопра (Модена)
Тре Казе ди Сопра је насеље у Италији у округу Модена, региону Емилија-Ромања.
Према процени из 2011. у насељу је живело 13 становника. Насеље се налази на надморској висини од 16 м.